# Socialisti.sk
Socialisti.sk é um partido de esquerda extra-parlamentar da Eslováquia, registado oficialmente a 8 de outubro de 2019. O objetivo do movimento é promover valores agupados em três pilares fundamentais - a sociedade, o ambiente e a paz. O movimento pretende apresentar "uma alternativa democrática radical para atacar o capitalismo que destrói a justiça, a igualdade e a vida na Terra". O líder do partido é Eduard Chmelár, pedagogo, analista político e candidato presidencial derrotado.

## Resultados eleitorais

### Legislativas
| Data | Votos  | %     | Eleitos |
| ---- | ------ | ----- | ------- |
| 2020 | 15.925 | 0,55% | 0 / 150 |